# Mickaël Lauret
Mickaël Lauret, né le 15 novembre 1977 à Châtellerault, est un footballeur français.

## Biographie
Lauret devient titulaire au sein de la défense des Chamois, en Division 2, lors de la saison 1997-1998. Il réalise six saisons pleines de 1998 à 2000 ainsi que de 2001 à 2004. 
Il est relégué au banc de touche en 2004-2005, saison où les niortais descendent en National. Gardant un statut de joueur occasionnel, il participe toutefois au titre de champion de National en 2005-2006.
Il reste, pendant toute sa carrière, un fidèle pilier des Chamois niortais, disputant près de 169 matchs officiels avec cette équipe.

## Palmarès
- Champion de National en 2006 avec Niort